# Sphingini
Gli Sphingini Latreille, [1802] sono una tribù cosmopolita di lepidotteri, appartenente alla sottofamiglia Sphinginae della famiglia Sphingidae.

## Distribuzione
I numerosi generi di questo taxon presentano areali in tutti e cinque i continenti.

## Tassonomia

### Generi
Questo taxon annovera 39 generi, di cui uno estinto, comprendenti 275 Specie:
- Genere Amphimoea Rothschild & Jordan, 1903
- Genere Amphonyx Poey, 1832
- Genere Apocalypsis Rothschild & Jordan, 1903
- Genere Ceratomia Harris, 1839
- Genere Cocytius Hübner, 1819
- Genere Dolba Walker, 1856
- Genere Dolbogene Rothschild & Jordan, 1903
- Genere Dovania Rothschild & Jordan, 1903
- Genere Ellenbeckia Rothschild & Jordan, 1903
- Genere Euryglottis Boisduval, 1875
- Genere Hoplistopus Rothschild & Jordan, 1903
- Genere Ihlegramma Eitschberger, 2003
- Genere Isoparce Rothschild & Jordan, 1903
- Genere Lapara Walker, 1856
- Genere Leucomonia Rothschild & Jordan, 1903
- Genere Lintneria Butler, 1876
- Genere Litosphingia Jordan, 1920
- Genere Lomocyma Rothschild & Jordan, 1903
- Genere Macropoliana Carcasson, 1968
- Genere Manduca Hübner, 1807
- Genere Meganoton Boisduval, 1875
- Genere Morcocytius Eitschberger, 2006
- Genere Nannoparce Rothschild & Jordan, 1903
- Genere Neococytius Hodges, 1971
- Genere Neogene Rothschild & Jordan, 1903
- Genere Oligographa Rothschild & Jordan, 1903
- Genere Panogena Rothschild & Jordan, 1903
- Genere Pantophaea Jordan, 1946
- Genere Paratrea Grote, 1903
- Genere Poliana Rothschild & Jordan, 1903
- Genere Praedora Rothschild & Jordan, 1903
- Genere Pseudococytius Eitschberger, 2006
- Genere Pseudodolbina Rothschild, 1894
- Genere Psilogramma Rothschild & Jordan, 1903
- Genere Sagenosoma Jordan, 1946
- Genere †Sphingidites Kernbach, 1967
- Genere Sphinx Linnaeus, 1758
- Genere Thamnoecha Rothschild & Jordan, 1903
- Genere Xanthopan Rothschild & Jordan, 1903

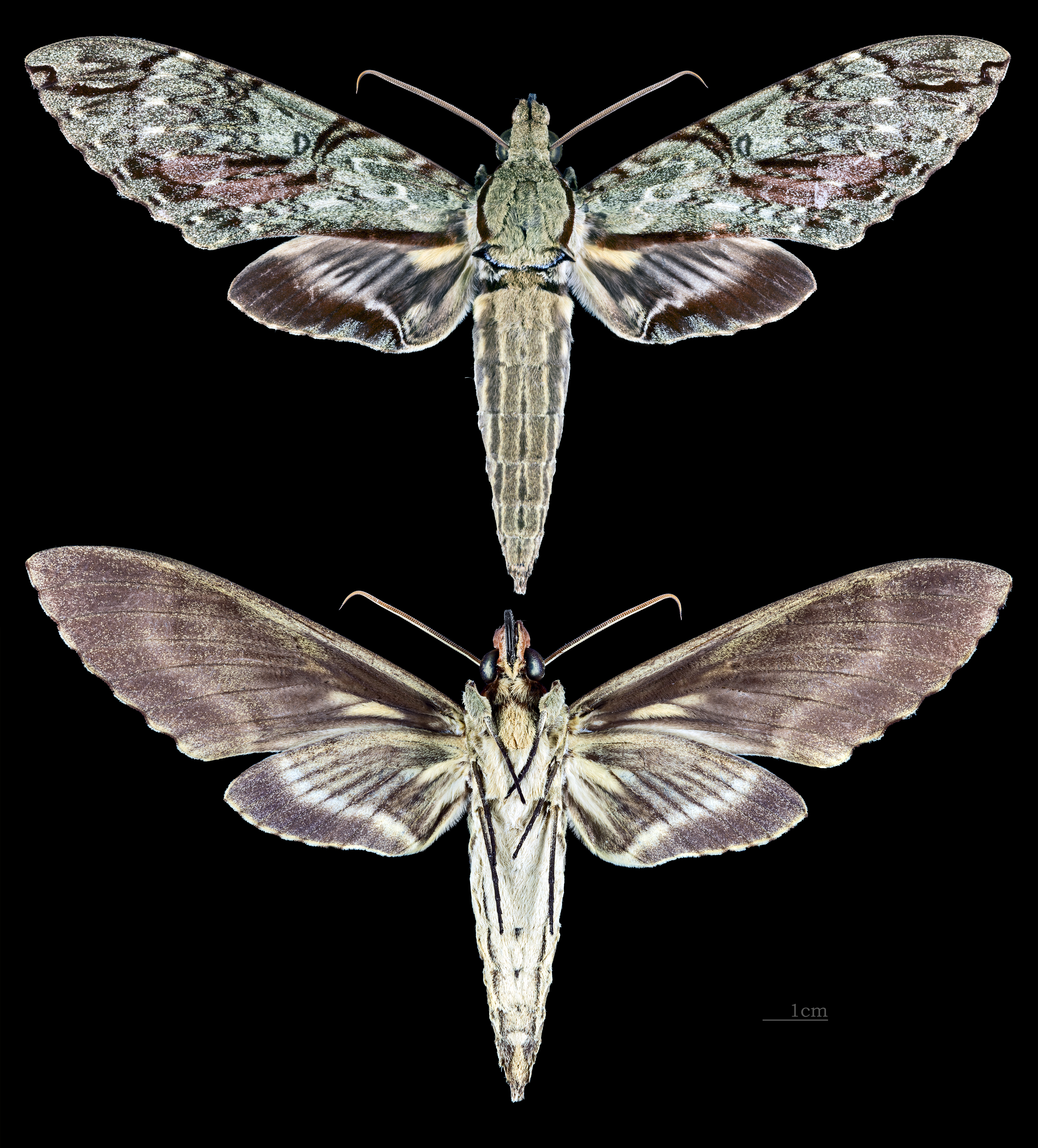
Amphimoea
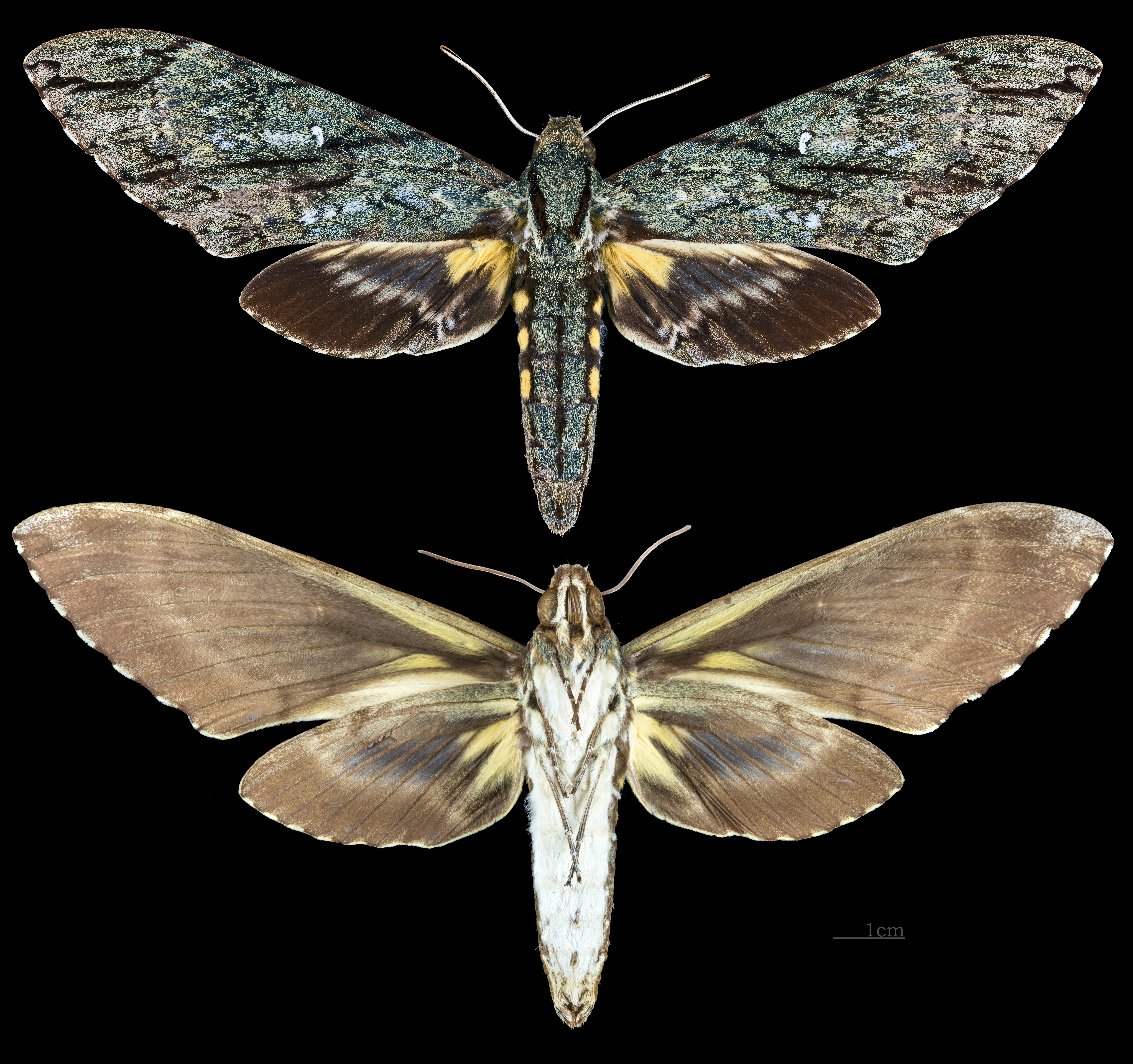
Amphonyx
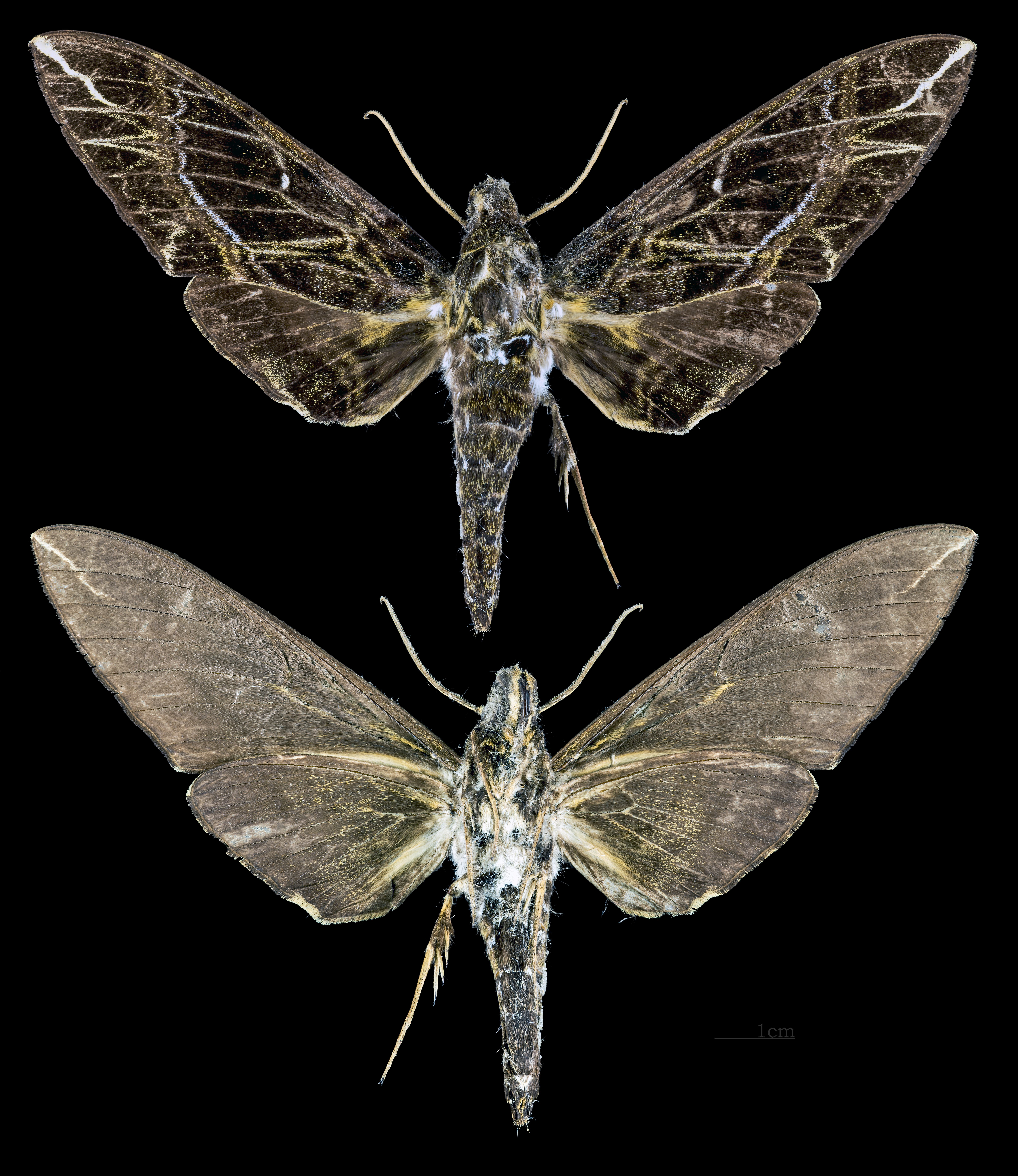
Apocalypsis
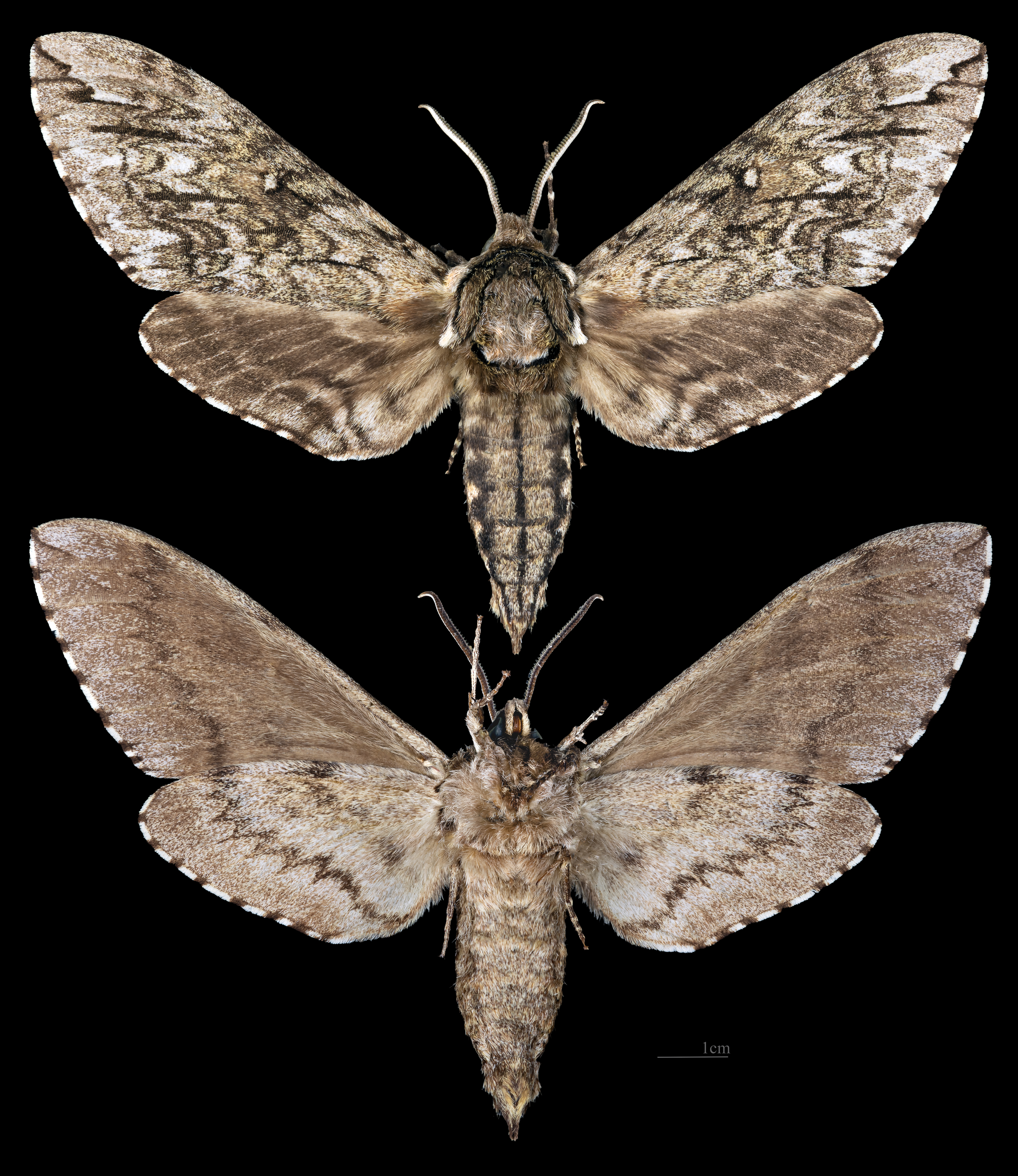
Ceratomia
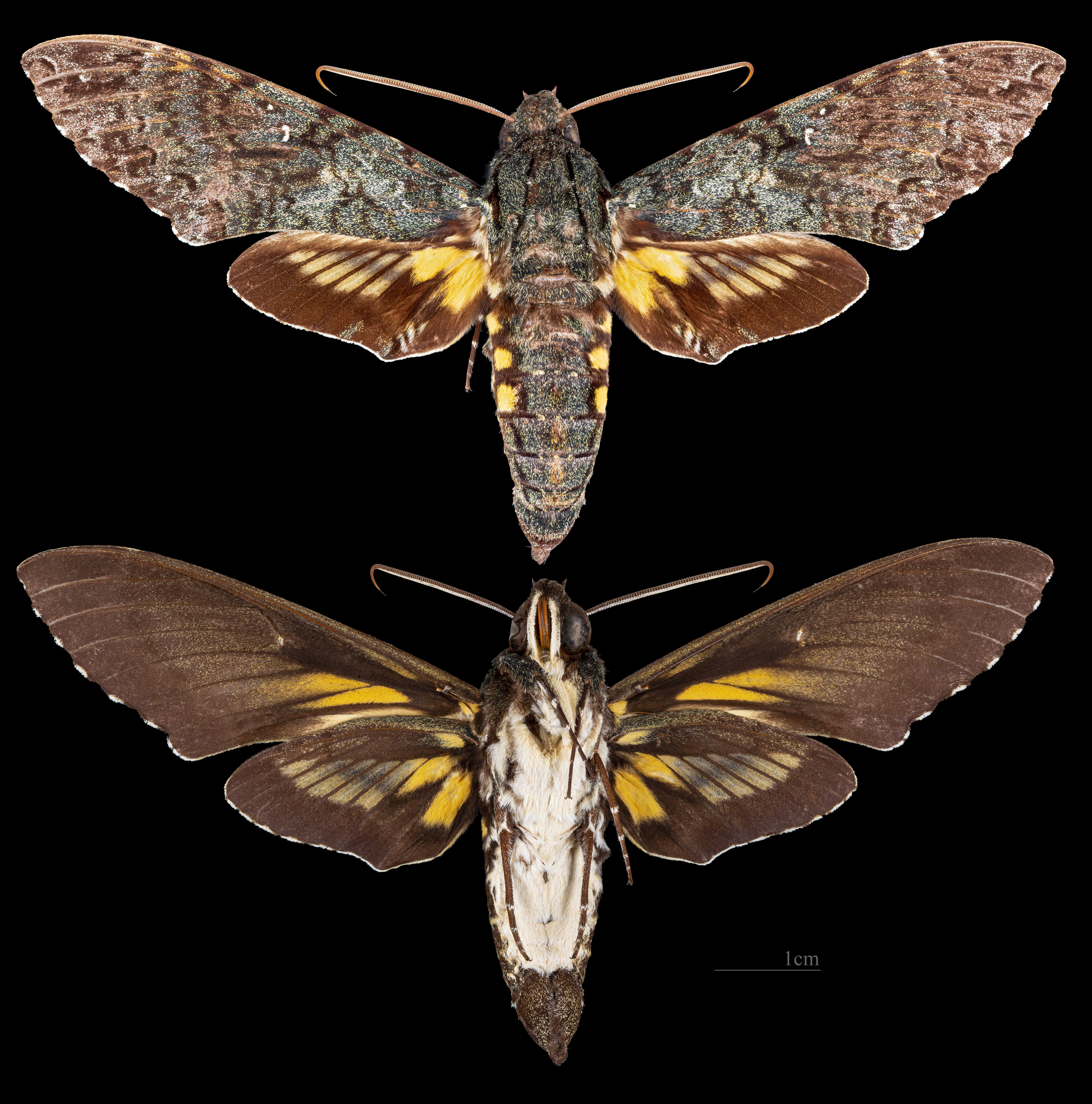
Cocytius
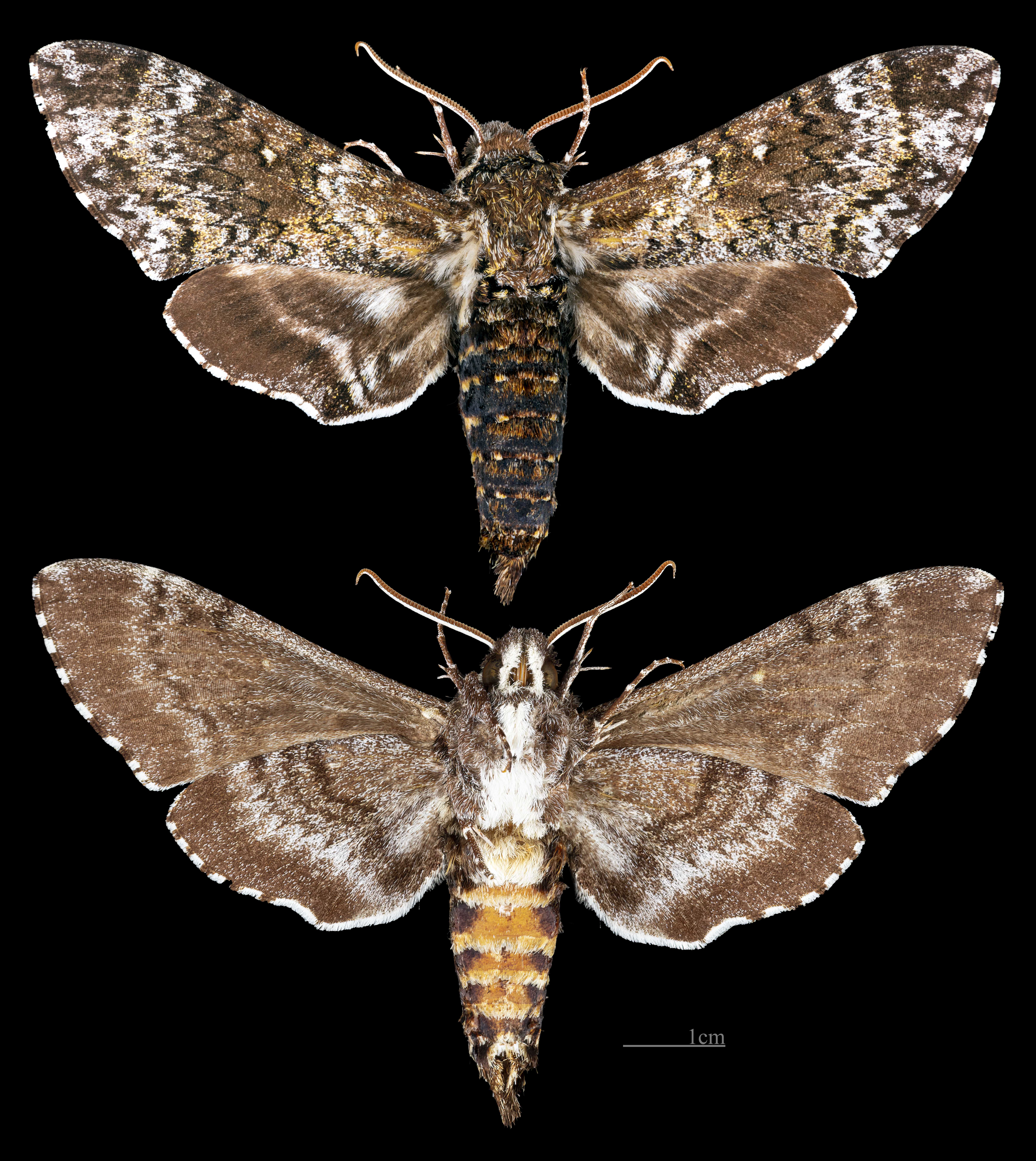
Dolba
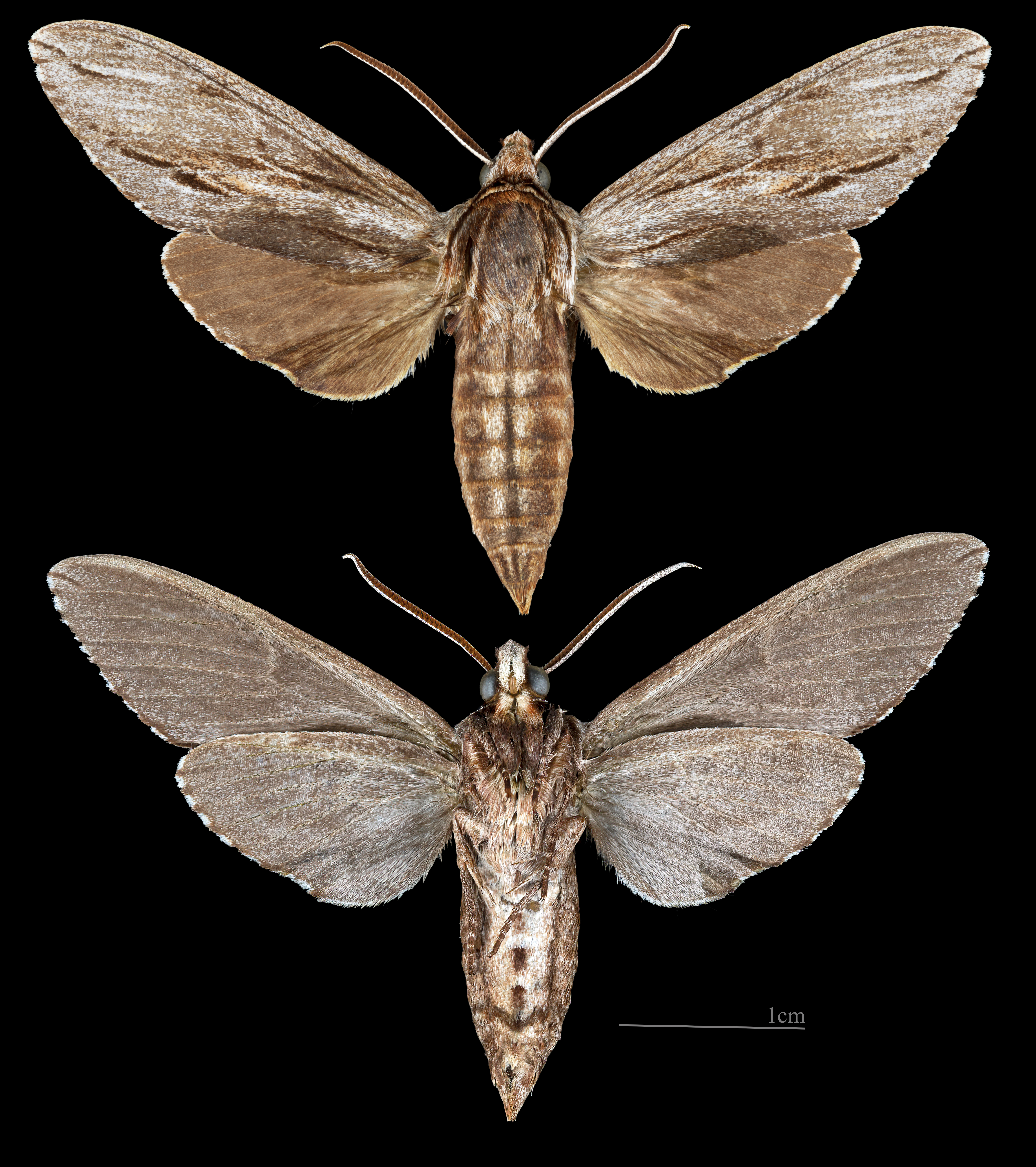
Isoparce
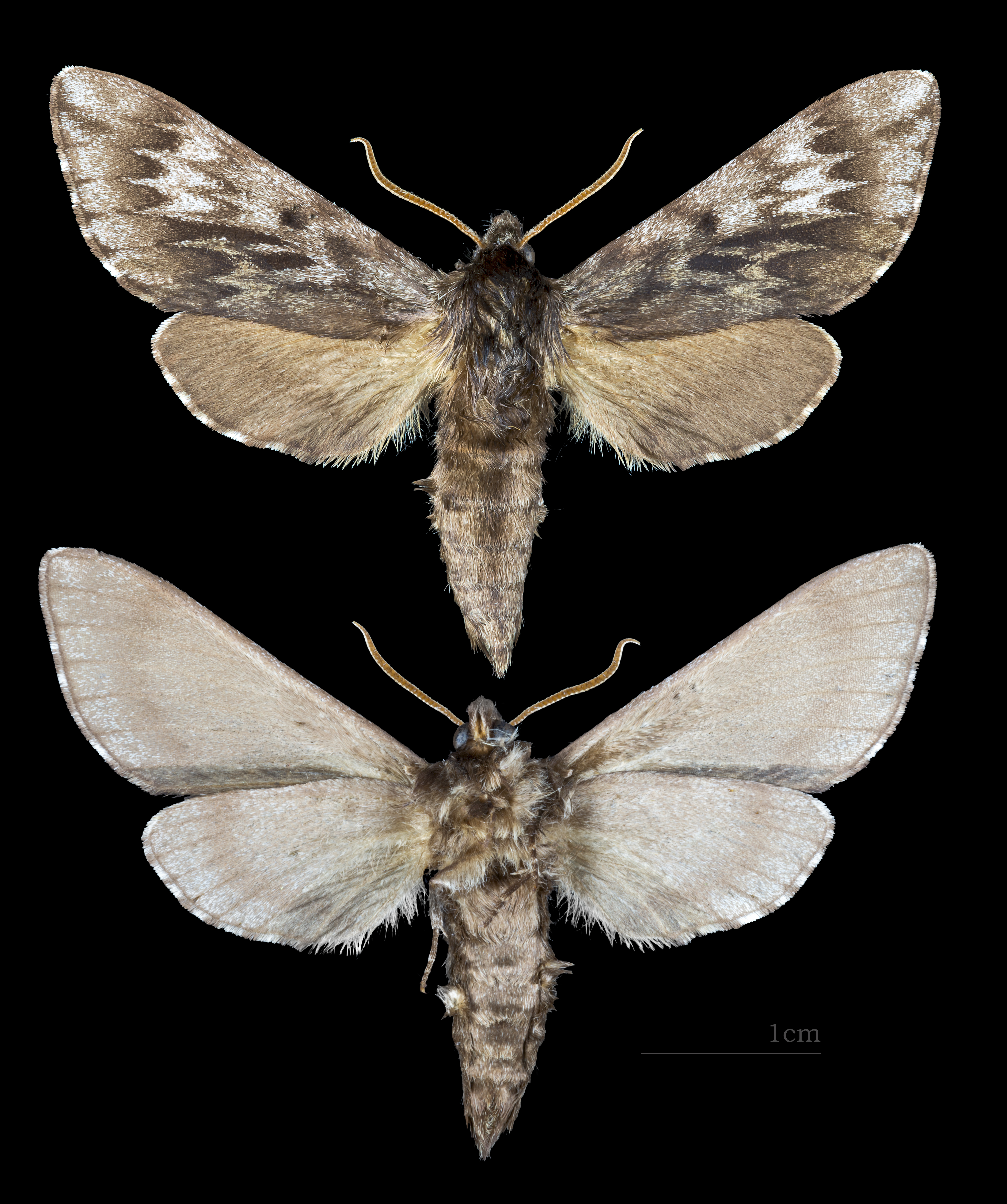
Lapara
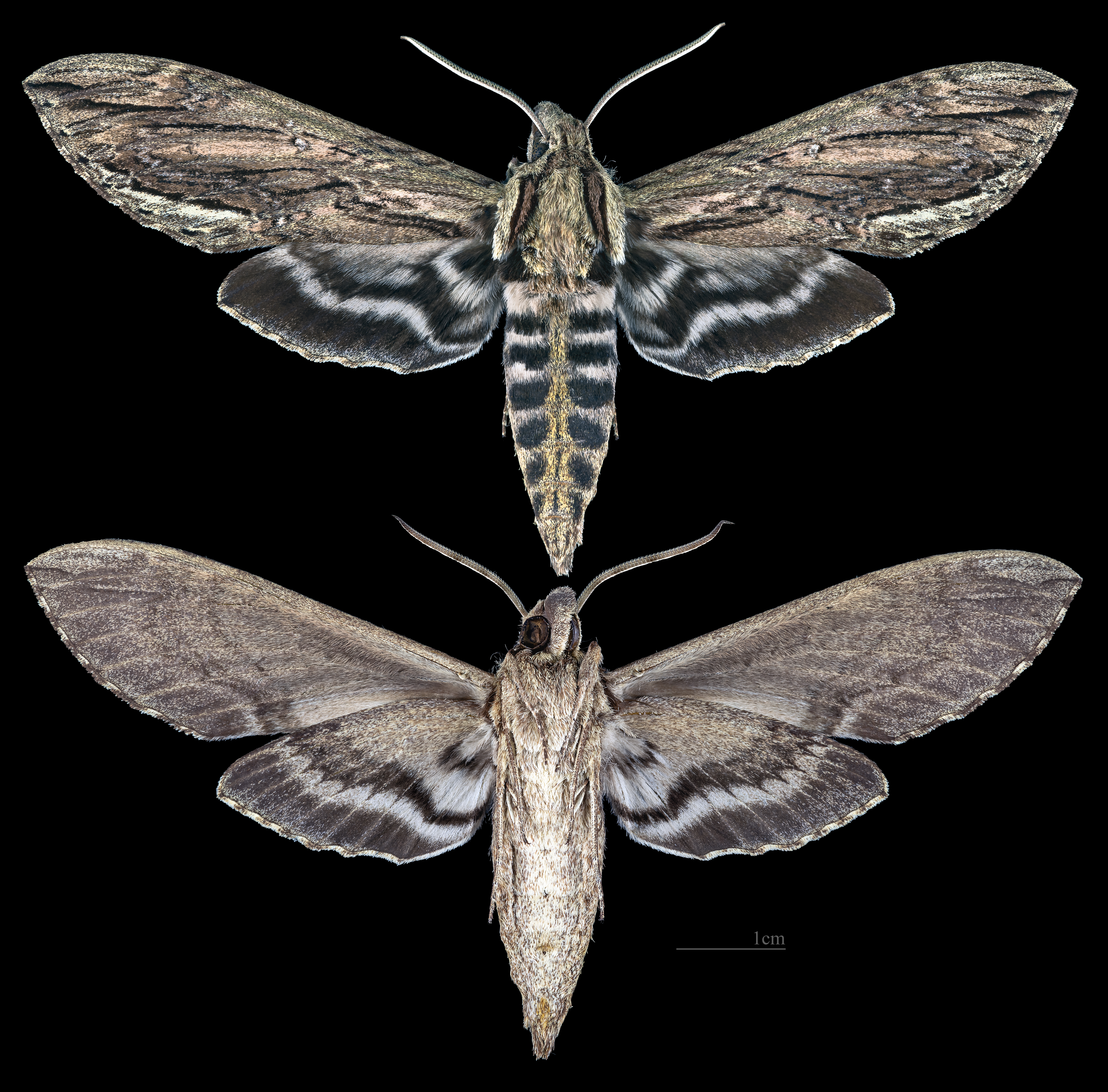
Lintneria
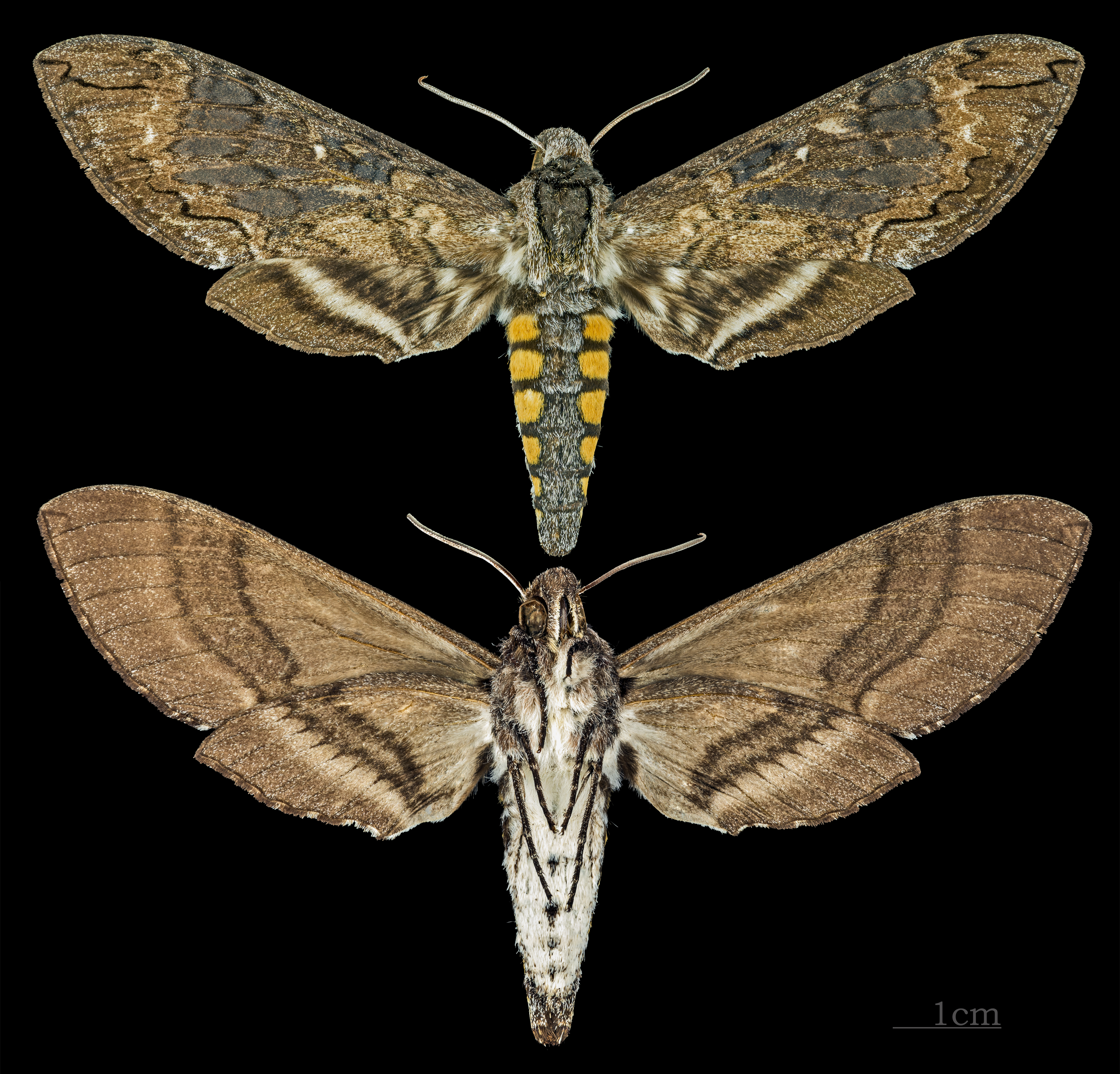
Manduca
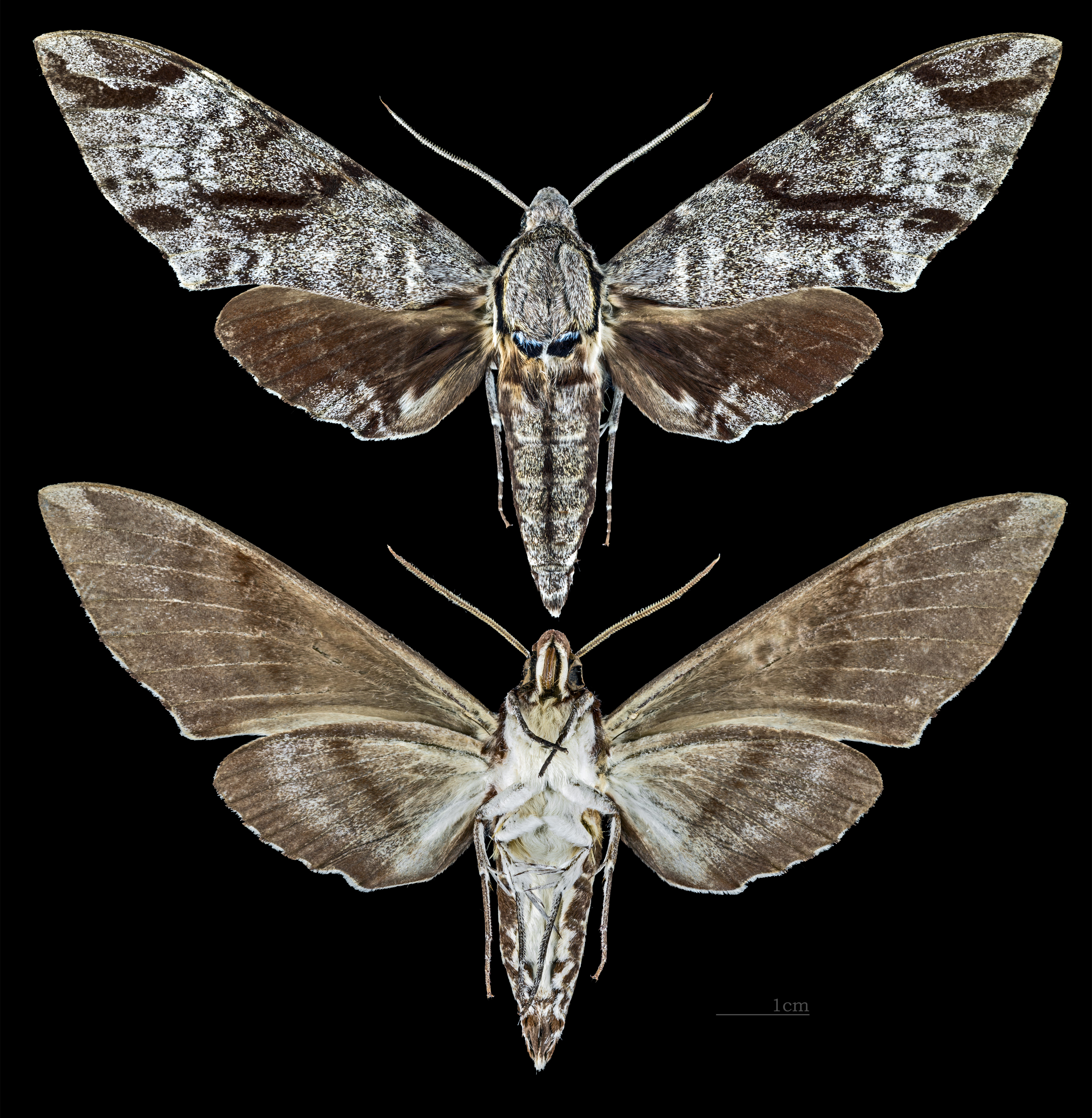
Meganoton
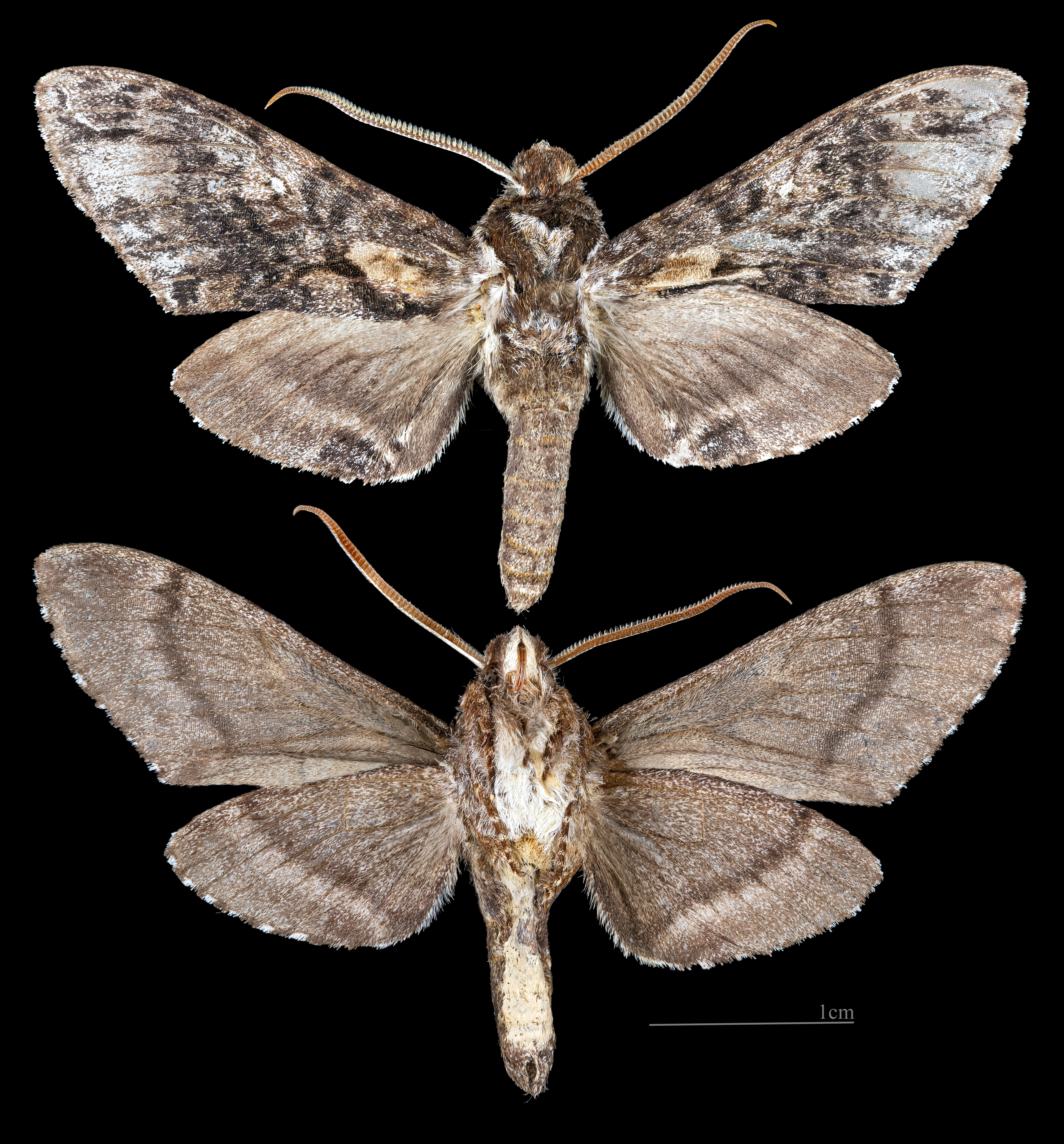
Nannoparce balsa
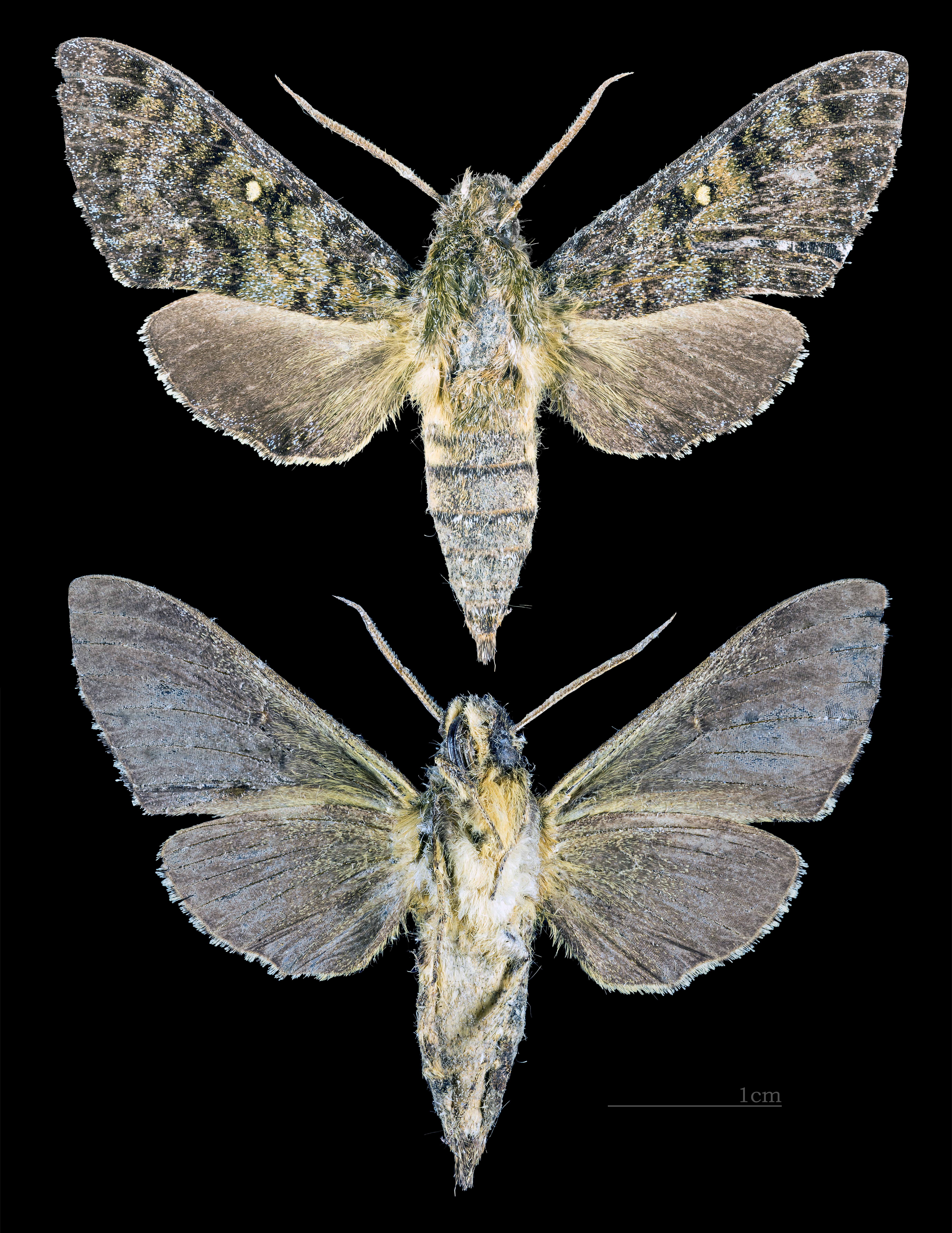
Pseudodolbina
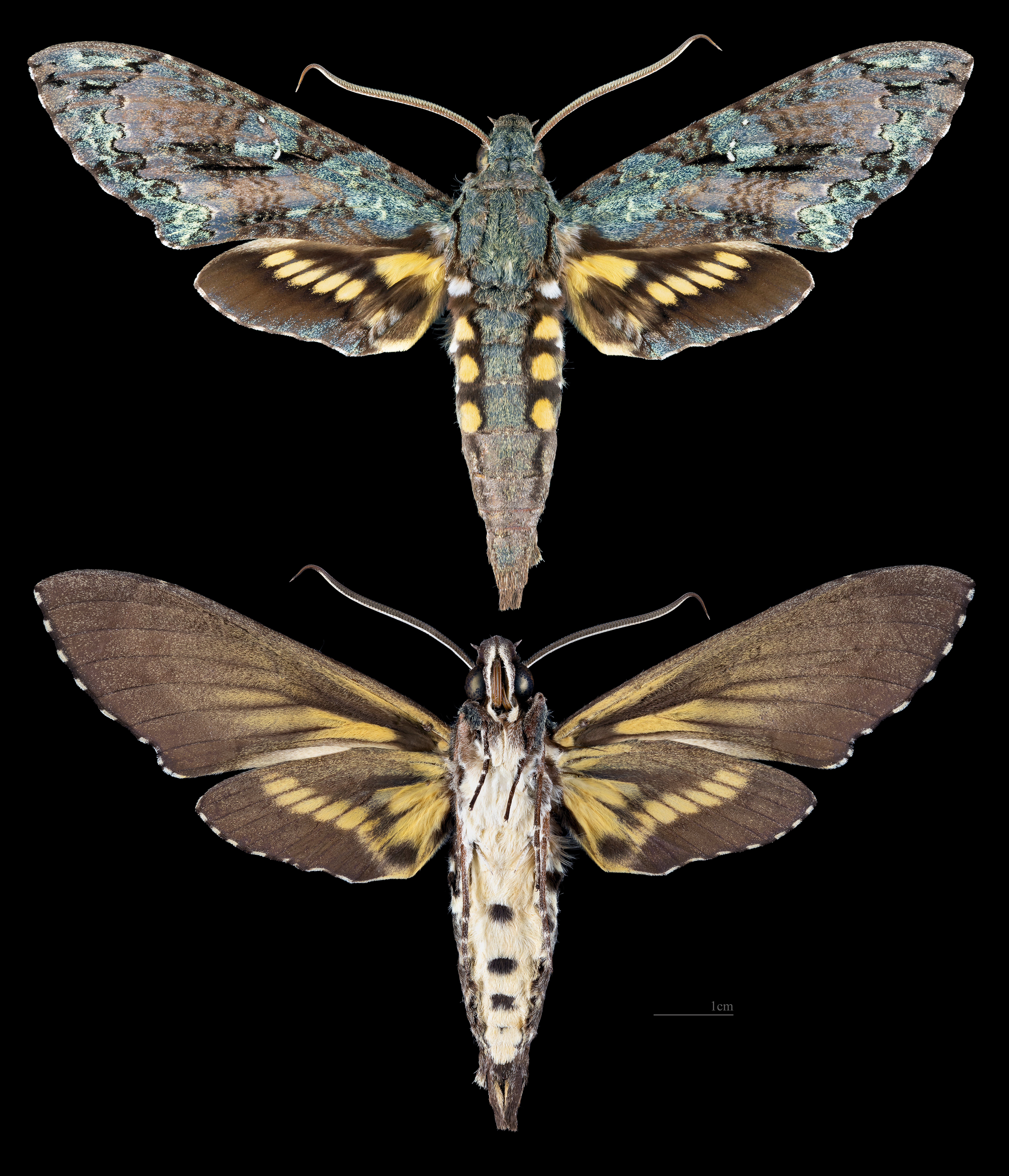
Pseudococytius
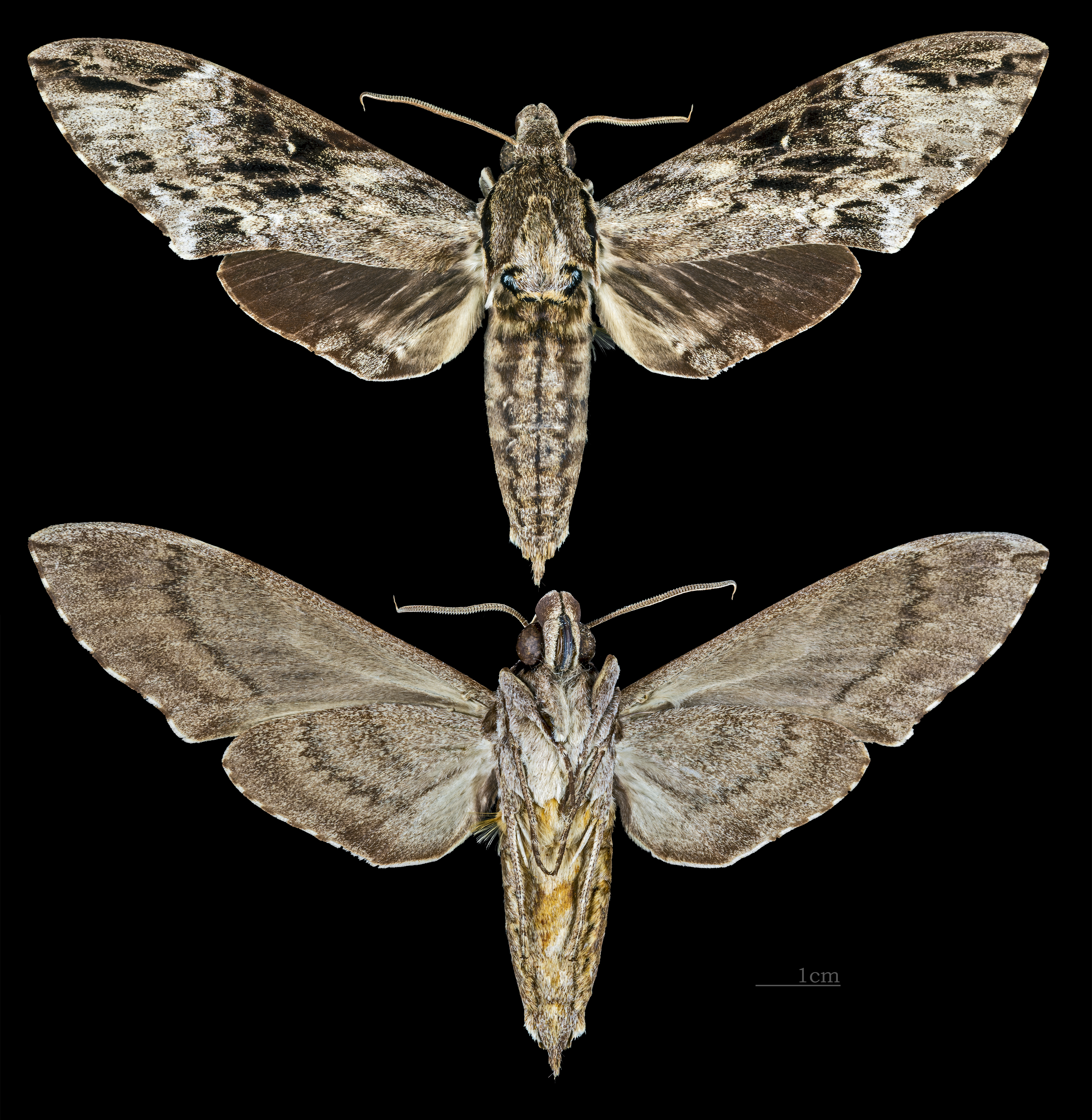
Psilogramma
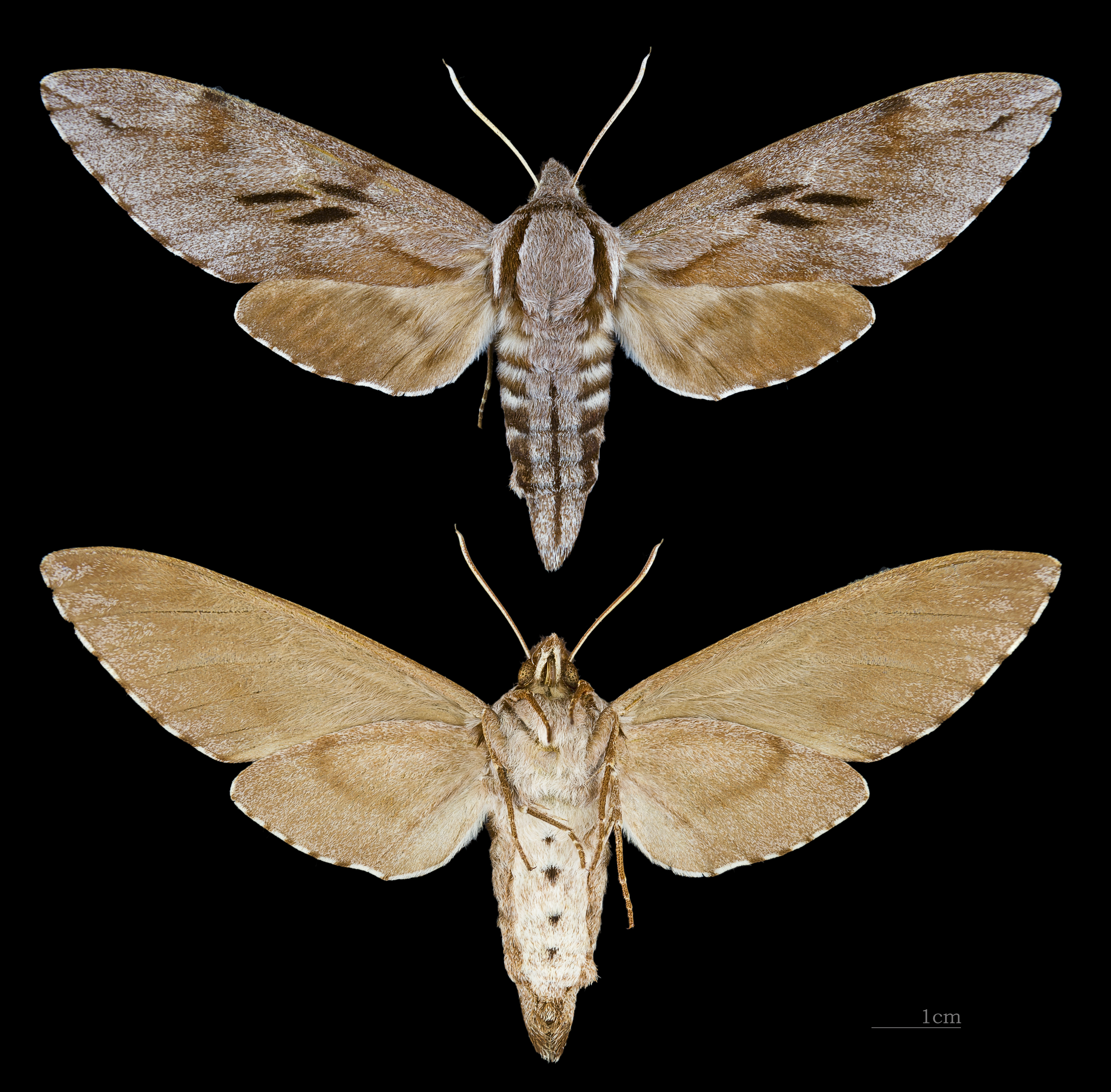
Sphinx